# Chemise
En chemise er en tynd næsten gennemsigtig underkjole, oprindeligt lavet for at beskytte korsettet imod snavs, da det ikke var så nemt at rense korsettet fordi jernstiverne ikke tålte vand, dels så går korsettet ud af form, og krymper efter vask, det er derfor bedst ikke at vaske det ret meget.